# Copa Senior Challenge para el Este y Centro de África
La Copa Senior Challenge para el Este y Centro de África fue un torneo amistoso de fútbol jugado por países de África Oriental, sucesora de la Copa Gossage, la más antigua de África. Se jugaron 5 ediciones, desde 1967 hasta 1971. Debido a pocas naciones participantes, no tenía del todo seguimiento, por lo que la información es escasa. A partir del inicio de la Copa CECAFA en 1973, los países de África del Este empezaron a participar , además de que en los años 60, muchos países estaban involucrados en peleas por su independencia, por lo cual el deporte y otros temas en general eran secundarios. 
Ya establecidos algunos países, se empezaron a dar a conocer internacionalmente en el deporte con este tipo de torneos, por lo que en la Copa CECAFA hay mayor participación de las naciones en general, acumulando en todos los torneos hasta la actualidad un total de 15 países que hayan participado, mientras que 5 de estos, lo hicieron en algunas ediciones con un equipo "titular" y un equipo "B". 

## Equipos participantes
- Kenia
- Tanzania
- Uganda
- Zanzíbar

## Resultados
| Año  | Sede     | Campeón | Final Resultado      | Subcampeón | Tercer lugar | Resultado            | Cuarto lugar |
| ---- | -------- | ------- | -------------------- | ---------- | ------------ | -------------------- | ------------ |
| 1967 | Kenia    | Kenia   | Clasificación Grupal | Uganda     | Zanzíbar     | Clasificación Grupal | Tanzania     |
| 1968 | Tanzania | Uganda  | Clasificación Grupal | Kenia      | Tanzania     | Clasificación Grupal | Zanzíbar     |
| 1969 | Uganda   | Uganda  | Clasificación Grupal | Tanzania   | Kenia        | Clasificación Grupal | Zanzíbar     |
| 1970 | Zanzíbar | Uganda  | Clasificación Grupal | Tanzania   | Zanzíbar     | Clasificación Grupal | Kenia        |
| 1971 | Kenia    | Kenia   | Clasificación Grupal | Uganda     | Tanzania     | Clasificación Grupal | Zanzíbar     |

## Títulos
En cursiva, se indica el torneo en que el equipo fue local.
| N.º | País     | Títulos              | Finalista      | Tercer lugar   | Cuarto lugar         |
| --- | -------- | -------------------- | -------------- | -------------- | -------------------- |
| 1   | Uganda   | 3 (1968, 1969, 1970) | 2 (1967, 1971) |                |                      |
| 2   | Kenia    | 2 (1967, 1971)       | 1 (1968)       | 1 (1969)       | 1 (1970)             |
| 3   | Tanzania |                      | 2 (1969, 1971) | 2 (1968, 1971) | 1 (1967)             |
| 4   | Zanzíbar |                      |                | 2 (1967, 1970) | 3 (1968, 1969, 1971) |